# The Gambler (canção)
"The Gambler" é uma música escrita por Don Schlitz, gravada por vários artistas, mais famosa pelo cantor americano de música country Kenny Rogers, lançada no álbum The Gambler. 
Don Schlitz escreveu essa música em agosto de 1976, quando ele tinha 23 anos. Foram precisos dois anos para comprar a música em Nashville antes de Bobby Bare gravá-la em seu álbum "Bare", a pedido de Shel Silverstein. A versão de Bare não pegou e nunca foi lançada como single, então Schlitz a gravou por conta própria, mas essa versão não conseguiu se classificar acima do número 65. No entanto, outros músicos perceberam e gravaram a música em 1978, incluindo Johnny Cash, que a colocou em seu álbum Gone Girl. No entanto, foi Kenny Rogers que fez da música um sucesso popular. Sua versão foi um hit número 1 do país e chegou às paradas pop em um momento em que as músicas do país raramente passavam. Foi lançada em novembro de 1978 como a faixa-título de seu álbum The Gambler, que lhe rendeu o prêmio Grammy de melhor performance vocal do país em 1980. Em 2006, Don Schlitz apareceu no documentário retrospectivo da carreira de Kenny Rogers "The Journey", onde elogiou as contribuições de Rogers e do produtor Larry Butler para a música, afirmando "eles acrescentaram várias idéias que não eram minhas, incluindo a nova introdução da guitarra". 
Foi uma das cinco músicas consecutivas de Rogers que alcançou o primeiro lugar nas paradas de música country da Billboard. Na parada pop, a música ficou em 16º e 3º lugar na parada Adult contemporary. Tornou-se um dos hits mais duradouros de Rogers e uma música de assinatura. Em 13 de novembro de 2013, as vendas digitais do single eram de 798.000 cópias.  Em 2018, foi selecionado para preservação no Registro Nacional de Gravação pela Biblioteca do Congresso como sendo "cultural, histórica ou artisticamente significativa".

## Conteúdo
A música em si conta a história de um encontro noturno em um trem "destinado a lugar nenhum" entre o narrador e um homem conhecido apenas como jogador. O jogador diz ao narrador que ele pode dizer que está com sorte ("out of aces", em português, sem ases") pelo olhar e oferece conselhos em troca de seu último gole de uísque.  
O jogador então menciona que o "segredo para sobreviver é saber o que jogar fora e saber o que manter" e que "o melhor que você pode esperar é morrer dormindo". Neste ponto, o jogador apaga o cigarro e vai dormir. 
No final da música, somos informados de que "em algum lugar na escuridão, o jogador empatou", e que o narrador encontra "um ás que eu poderia manter", em suas palavras finais. A versão de Rogers em uma aparição no The Muppet Show indica que o jogador realmente morre durante o sono quando "empata", fazendo com que essas sejam suas "palavras finais" já ditas. 

## Versões da canção
- Alvin e os Chipmunks em seu álbum Urban Chipmunk (1981)
- Johnny Cash em Gone Girl (1978)
- Blake Shelton no Cracker Barrel: Songs of the Year Concert (2007)
- Brian Posehn com Jamey Jasta em Fart and Wiener Jokes (2010)
- Fora da lei (Terry Pugh) em Old Friends (2012) Joey Sontz em "Chasing The Dream" (2012)
- A Equipe R no The Gambler (Single) (2017)

## Na cultura popular
- Em 1979, quando Rogers estrelou um episódio da quarta temporada do The Muppet Show, ele interpretou essa música com um personagem Muppet. Rogers é mostrado sentado em um trem com três muppets, um deles The Gambler (interpretado por Jerry Nelson). Rogers canta o verso de abertura, enquanto Nelson canta a maior parte do diálogo "The Gambler's", depois adormece no momento em que Rogers conclui a história da música. Depois que ele morre, o espírito de The Gambler sobe de seu corpo Muppet, cantando e dançando até os dois últimos refrões da música, e deixa um baralho de cartas voar de sua mão antes de desaparecer.
- A equipe da USFL, Houston Gamblers, recebeu o nome dessa música. Kenny Rogers nasceu e foi criado em Houston, Texas.
- Uma paródia de caricatura de Kenny Rogers cantando a canção apareceu no curta de 1993 "Pinky and the Brain", "Bubba Bo Bob Brain" (primeira temporada, episódio 34). As letras desta versão foram alteradas para se referir a Go Fish: "Você precisa cortá-las, saber embaralhar, saber como distribuir as cartas antes de jogar peixe comigo".
- A música foi usada no filme George of the Jungle 2, enquanto jogava um jogo de cartas.
- Em um episódio de 1996 da sitcom NewsRadio, Matthew ( Andy Dick ) cita de forma cômica o coro da música. (episódio 2 da temporada 13, "In Through The Out Door")
- Em um episódio de Monday Night Raw em 12 de novembro de 2001 no The Fleet Center em Boston, Massachusetts, o lutador The Rock cantou o refrão para o personagem de Stone Cold Steve Austin em um canto depois que Austin cantou "Delta Dawn", The Rock cantou o coro de "The Gambler" para aplaudir.
- A música se tornou um hino para os jogadores da Inglaterra na Copa do Mundo de Rugby de 2007, o que a levou a se tornar um dos 40 maiores sucessos do Reino Unido.
- Em 10 de maio de 2007, o elenco de The Office canta o refrão da música no ônibus no episódio "Beach Games".
- Em 21 de julho de 2009, a música foi lançada para o jogo musical Rock Band como uma faixa reproduzível, como parte do disco de compilação " Rock Band Country Track Pack ". Foi então disponibilizado por download digital em 29 de dezembro de 2009.
- Um comercial de televisão Geico de 2014 mostra Rogers cantando parte da música a cappella durante um jogo de cartas, para desgosto dos outros jogadores.
- A música foi classificada como número 18 das 76 principais músicas da década de 1970 pela estação de rádio WDDF Radio na contagem regressiva de 2016.[6]
- A música toca durante uma cena de montagem em um episódio de Supernatural intitulado "Weekend at Bobby's" e em outro episódio intitulado "Inside Man".
- A música foi tocada durante um comercial da MLB World Series 2019, mostrando os jogadores do Houston Astros jogando pôquer.